# مجموعة إيكس
مجموعة إيكس (بالإنجليزية: Aix Group) هي فريق دراسة اقتصادية فرنسي إسرائيلي فلسطيني دولي تستضيفه جامعة إيكس مرسيليا (AMU) في منطقة بروفانس ألب كوت دازور في جنوب فرنسا بالتنسيق مع مركز داتا للدراسات والأبحاث في السلطة الفلسطينية، ومعهد هاري إس ترومان لتعزيز السلام في القدس، وتعاون مع بيت بيريز للسلام والابتكار في إسرائيل حتى عام 2015. وتهدف دراسات هذه المجموعة إلى إعلام صناع السياسات بالتكاليف الاقتصادية للصراع الإسرائيلي الفلسطيني، فضلاً عن تزويد صناع السياسات بحلول اقتصادية نحو حل الدولتين، وتفصيل كيف يمكن لكل منهما الاستفادة من تحسين التعاون الاقتصادي.

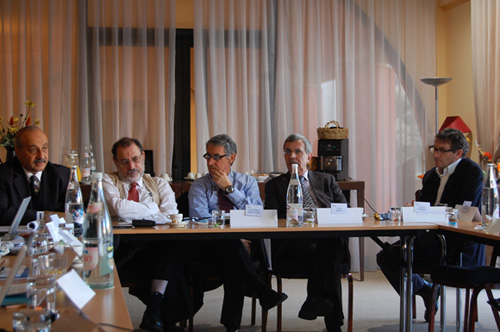
اجتماع اللجنة التوجيهية لمجموعة إكس. من اليسار إلى اليمين: د. سمير حزبون، البروفيسور آري أرنون، البروفيسور جيلبرت بنهايون، السيد صائب بامية، الدكتور رون بونداك.

## المنشورات السابقة
منذ تأسيسها عام 2002، نشرت مجموعة إيكس سلسلة من أوراق المواقف حول القضايا الاقتصادية المتعلقة بالصراع الإسرائيلي الفلسطيني. تهدف هذه الأوراق إلى تزويد صانعي السياسات بسياسات اقتصادية جاهزة للتطبيق في حال التوصل إلى اتفاق وضع نهائي بين إسرائيل والفلسطينيين. وقد نشرت مجموعة إيكس حتى الآن أربع أوراق مواقف.

### خريطة الطريق الاقتصادية: منظور إسرائيلي فلسطيني للوضع الدائم (2004)
يتضمن هذا التقرير توصيات للعلاقات الاقتصادية المستقبلية طويلة الأمد بين إسرائيل وفلسطين في مجالات السياسة التالية: التجارة، والعمالة، والنقد، والمالية، والاستثمار.

### إسرائيل وفلسطين: بين فك الارتباط وخريطة الطريق الاقتصادية (2005)
يحلل هذا المقال المخاطر والفوائد المترتبة على خطة الانسحاب الإسرائيلي الأحادية الجانب من غزة والضفة الغربية، التي نفذتها إسرائيل في صيف عام 2005. وتتم مناقشة النتائج المحتملة الناجمة عن الانسحاب، فضلاً عن آثاره على بقاء الاقتصاد الفلسطيني.

### الأبعاد الاقتصادية لاتفاقية الدولتين بين إسرائيل وفلسطين (2007)
دراسة أربع قضايا اقتصادية رئيسية تحتاج إلى معالجة من أجل تعزيز حل الدولتين.
1. التعاون الاقتصادي في القدس[2]
2. الجوانب الاقتصادية لقضية اللاجئين الفلسطينيين
3. التعاون في قضايا البنية التحتية
4. مواضيع ذات أهمية معاصرة (مثل العمالة الفلسطينية، وتنمية وادي الأردن، واتفاقيات التجارة الانتقالية)

### الأبعاد الاقتصادية لاتفاقية حل الدولتين بين إسرائيل وفلسطين، المجلد الثاني: أوراق تكميلية (2010)
دراسة معمقة لخمس قضايا اقتصادية مهمة تتعلق بمفاوضات السلام بين الإسرائيليين والفلسطينيين
1. الجدوى السياسية والاقتصادية المقارنة لحل الدولتين مقابل حل الدولة الواحدة
2. الجوانب الاقتصادية لقضية اللاجئين الفلسطينيين
3. الصلة الإقليمية بين غزة والضفة الغربية
4. التنمية الاقتصادية لغور الأردن
5. الاتحاد من أجل المتوسط (EU-MED)

## الارتباط الإقليمي بين غزة والضفة الغربية
اتفق الإسرائيليون والفلسطينيون من حيث المبدأ على إنشاء رابط بين الضفة الغربية وقطاع غزة، وهو ما أشار إليه بيل كلينتون في معاييره لعام 2000 بـ«الممر الآمن الدائم».
قدمت مجموعة إيكس مقترحات بشأن تصميم وتكلفة الربط الإقليمي بين قطاع غزة والضفة الغربية. وأوصوا بإنشاء طريق سريع مشترك وخط سكة حديد بين معبر المنطار في قطاع غزة ومعبر المجد في الضفة الغربية. ويقدر تكلفة المشروع بما يصل إلى مليار دولار، على أن يمولها البنك الدولي كقرض طويل الأجل لفلسطين.

## اللاجئون الفلسطينيون
وتتعلق إحدى القضايا المستمرة التي تواجه مجموعة إيكس بتصميم اتفاق اقتصادي بشأن اللاجئين الفلسطينيين. ويقدرون أن حزمة عادلة من إعادة التوطين أو التأهيل للاجئين المسجلين البالغ عددهم 4.5 مليون لاجئ سوف تتراوح قيمتها بين 55 مليار دولار و85 مليار دولار، وسيتم تقسيم تكاليفها بين الأمم المتحدة والحكومتين الإسرائيلية والفلسطينية.

## الآثار الاقتصادية للصراع الإسرائيلي الفلسطيني المستمر
في عام 2011، وفي الفترة التي سبقت المسعى الفلسطيني للحصول على دولة في الأمم المتحدة، نشرت مجموعة إيكس ورقة بحثية عن الحالة الراهنة للاقتصاد الفلسطيني والنتائج الاقتصادية المحتملة في حال نجاح أو فشل المسعى الفلسطيني للحصول على دولة (سبتمبر كمفترق طرق). تم إجراء البحث بشكل مشترك من قبل الاقتصاديين الإسرائيليين يتسحاق جال وأرييه أرنون إلى جانب الاقتصاديين الفلسطينيين شوقي مخطوب وصائب بامية.
وعلى الرغم من أن الاقتصاد الفلسطيني أظهر مستويات قوية من النمو منذ نهاية الانتفاضة الثانية، فإن نتائج التقرير تسلط الضوء على نقاط الضعف المتأصلة في الاقتصاد الفلسطيني وكيف أن الوضع السياسي والاقتصادي الراهن بين إسرائيل والفلسطينيين لا يزال غير قابل للاستمرار. وبحسب الباحثين فإن الفشل في استئناف مفاوضات السلام على أساس مبدأ حل الدولتين قد يؤدي إلى تحول خطير في الضفة الغربية إلى سيناريو مشابه لما حدث في غزة.
حتى الآن، حظيت ورقة الموقف بتعليقات واسعة النطاق، سواء على التلفزيون الوطني الإسرائيلي أو على وسائل الإعلام الأخرى. وفي عدد من المنشورات المالية الإسرائيلية والفلسطينية.

## روابط للمنشورات
- خريطة الطريق الاقتصادية: منظور إسرائيلي فلسطيني للوضع الدائم (2004)
- إسرائيل وفلسطين: بين فك الارتباط وخريطة الطريق الاقتصادية (2005)
- الأبعاد الاقتصادية لاتفاقية الدولتين بين إسرائيل وفلسطين (2007)
- الأبعاد الاقتصادية لاتفاقية الدولتين بين إسرائيل وفلسطين، المجلد الثاني: أوراق تكميلية (2010)
- «سبتمبر» كمفترق طرق: فرصة لحل الدولتين ومخاطر الوضع الراهن والتصعيد (2011)

## وصلات خارجية
- مجموعة إيكس
- مركز بيريز للسلام